# ブレット・ランカスター
ブレット・ランカスター（Brett Lancaster、1979年11月15日 - ）は、オーストラリア、シェパートン出身の元自転車競技選手。

## 経歴
レースキャリアのスタートはトラックレース。
1997年
- ジュニア世界選手権自転車競技大会・団体追抜優勝。

1998年
- コモンウェルスゲームズ・団体追抜優勝。

1999年
- 世界選手権自転車競技大会・団体追抜2位。

2001年
- ヘラルド・サン・ツアー 区間1勝（第13）

2002年
- 世界選手権・団体追抜優勝。

2003年、チェラミカ・パナリア＝ナヴィガーレとプロ契約を結び、ロードレースとの兼用選手となった。
- トラックレース世界選手権団体追抜優勝。
- ジロ・デ・イタリア初出場、総合124位。

2004年
- ツール・ド・ランカウイ 区間1勝（第3）
- アテネオリンピック・団体追抜において、ルーク・ロバーツ、グレーム・ブラウン、ブラッドリー・マギーとのカルテットで金メダルを獲得。

2005年より、ほぼロードレースに専念するようになり、ジロ・デ・イタリアでは、レッジョで行われたプロローグを制し、マリア・ローザに袖を通した。なお、総合順位は112位。
2006年、チーム・ミルラムに移籍。
2007年
- ツール・ド・フランス初出場、第5ステージ途中棄権。

2008年
- ドイツ・ツアー 区間1勝（プロローグ）

2009年、サーヴェロ・テストチームに移籍。
2010年
- ツアー・オブ・カリフォルニア 区間1勝（第2）

2011年、ガーミン・サーヴェロに移籍。
2012年、グリーンエッジに移籍。
2013年
- ツアー・オブ・スロベニア 区間1勝(第4S)

2015年シーズン終了を以て引退した。
2017年よりチーム・スカイのアシスタント・スポーツディレクターを務めている。